# Liste der Monuments historiques in Voué
Die Liste der Monuments historiques in Voué führt die Monuments historiques in der französischen Gemeinde Voué auf.

## Liste der Immobilien
| Bezeichnung                    | Beschreibung            | Standort               | Kennzeichnung | Schutzstatus | Datum | Bild |
| ------------------------------ | ----------------------- | ---------------------- | ------------- | ------------ | ----- | ---- |
| Kirche Assomption-de-la-Vierge | aus dem 16. Jahrhundert | Rue de l’Église (Lage) | PA00078316    | Classé       | 1913  |      |

## Liste der Objekte
| Bezeichnung                      | Beschreibung                                                   | Standort                                           | Kennzeichnung | Schutzstatus | Datum | Bild |
| -------------------------------- | -------------------------------------------------------------- | -------------------------------------------------- | ------------- | ------------ | ----- | ---- |
| Skulptur Heiliger Markus         | Kalkstein, farbig gefasst, 16. Jahrhundert                     | in der Kirche Assomption-de-la-Vierge (Lage)       | PM10004827    | Inscrit      | 1985  |      |
| Skulptur Madonna mit Kind        | Kalkstein, 16. Jahrhundert                                     | in der Kirche Assomption-de-la-Vierge (Lage)       | PM10002985    | Classé       | 1908  |      |
| Skulptur eines heiligen Bischofs | mit Stifterfigur; Kalkstein, farbig gefasst, 16. Jahrhundert   | in der Kirche Assomption-de-la-Vierge (Lage)       | PM10004828    | Inscrit      | 1985  |      |
| Skulptur Heilige Sabina          | Kalkstein, 16. Jahrhundert                                     | außen an der Kirche Assomption-de-la-Vierge (Lage) | PM10002987    | Classé       | 1988  |      |
| Skulptur Heiliger Nikolaus       | Holz, farbig gefasst, 17. Jahrhundert; in der Mairie deponiert | in der Kirche Assomption-de-la-Vierge (Lage)       | PM10004826    | Inscrit      | 1985  |      |
| Kirchenfenster                   | aus dem 16. Jahrhundert                                        | in der Kirche Assomption-de-la-Vierge (Lage)       | PM10002984    | Classé       | 1913  |      |
| Weihwasserbecken                 | Bronze, 16. Jahrhundert; 1972 gestohlen                        | in der Kirche Assomption-de-la-Vierge (Lage)       | PM10002986    | Classé       | 1913  |      |